# Клизач Скакавац
Скакавац је једноседа ваздухопловна једрилица-клизач, мешовите конструкције (дрво и платно). Направљена је у Краљевини Југославија 1939. године у режији Једриличарске групе Кондор из Земуна а намењена је почетној обуци и тренажи спортских пилота и једриличара.

## Пројектовање и развој
Једрилицу-клизач је конструисао тандем инжењера Борис Цијан и Димитрије Ландсберг. Обојица су имали богато једриличарско искуство јер су као студенти били инструктори једриличљарства. Пројектовањем ове једрилице су се бавили 1938. године и то је била прва једрилица клизач инжењера Цијана.

### Технички опис
Једноседа једрилица-клизач Скакавац је била мешовите конструкције. Труп једрилице је била  кутијаста дрвена конструкција чунастог облика која се као крма гондоле дизала ка репу. На месту где се за труп везало крило, налазила се дрвена решеткаста конструкција у виду балдахина за који се причвршћивало крило. Реп једрилице је изведен каскадно, на првој каскади је причвршћен троугласти хоризонтални стабилизатор а следећа каскада вертикални стабилизатор.  Врх репа је сајлама повезан са горњом површином крила и то на месту где је са доње стране подупрт другим подупирачем. Доња ивица репа је такође сајлама повезана са доњом површином крила на месту везе са подупирачем. На тај начин цела конструкција једрилице је додатно укућена.
Крило је било правоугаоног облика дрвене конструкције са две рамењаче и заобљеним крајевима а пресвучена импрегнираним платном. Крила су била подупрта са по паром подупирача са сваке стране. На исти начин су изведене и репне површине, хоризонтални и вертикални стабилизатори као и кормила висине и правца. Хоризонтални стабилизатори су такође били подупрти подупирачима. Управљање једрилицом се обављало помоћу пилотске палице и ножним педалама који су челичним сајлама били повезани са извршним органима (крилца и кормила). Пилот је седео на столици која је била саставни део конструкције трупа.
Стајни трап ове једрилице се састојао из санке на кљуну једрилице и еластичне дрљаче на репу.

## Карактеристике
Карактеристике наведене овде се односе на једрилицу Скакавац а према изворима
| Финеса      | 1 : 12,3 при брзини km/h |
| Перформансе | - максимална брзина 144 km/h - минимална брзина 40 km/h - минимално пропадање 1,03 m/s при брзини km/h                                               |
| Димензије   | - размах крила 10,50m - дужина 5,97m - висина 2,00m - површина крила 15,54m2 - аеропрофил крила: - виткост 9,5 - макс. оптеречење крила; 11,10 kg/m2 |
| Маса        | - сопствена 95 kg - носивост 80 kg - полетна 175 kg - водени баланс; нема                                                                            |

## Оперативно коришћење
Прототип једрилице-клизача Скакавац је направљен у једриличарској групи "Кондор" из Земуна 1939. године. С обзиром на претходно једриличарско искуство пројектанти су пошли од претпоставке да ће се клизач Скакавац производити у приручним радионицама аероклубова. Међутим, кутијасти труп чунастог облика који прелази у реп био је веома захтеван за производњу. Пошто је "Кондор" имао на располагању веома скромно опремљену радионицу а и радници нису били професионалци недовољне стручности за овакву врсту посла, једрилица је на крају испала тежа него што је требало да буде а то се одразило и на њене летне особине. Због тога се одустало од даље производње овог клизача тј. остало се само на прототипу који је коришћен за основну намену до почетка рата.
Иако клизач Скакавац није био много успешан, од овог пројекта је било много користи. Пројектанти су стекли значајно искуство а за производњу је то представљао један корак напред. 

## Сачувани примерци
Није сачуван примерак ова једрилица. 

## Земље које су користиле ову једрилицу
- Краљевина Југославија